# 中里乡
中里乡，是中华人民共和国广西壮族自治区贵港市港北区下辖的一个乡镇级行政单位。

## 行政区划
中里乡下辖以下地区：
山鹤村、三陵村、龙山村、双古村、平陆村、秀地村、平山村、铁岭村、陈轩村、福团村、山花村、六田村、六台村、新村、公王村、中里村、寺阳村、吉龙村、平安村、塘河村、银村、坦阳村和金良村。